# Азербайджанци в Канада
Азербайджанците в Канада (на азербайджански: Kanadalı azərbaycanlılar) са етническа група в Канада.

## Численост
В страната има общо 6425 азербайджанци. Повече от половината живеят в Торонто.

## История
Към 2016 г. в страната има 1260 канадци от азербайджански произход.
Въпреки че имиграцията от Азербайджан започва преди 1980 г., азербайджанците са споменати за първи път в официални резултати при преброяването през 2001 г. Оттогава техният брой постепенно се увеличава.